# Martin Soukup

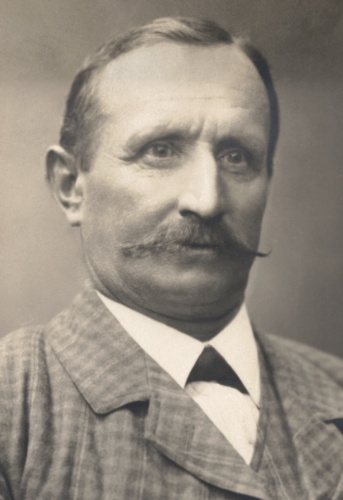
Martin Soukup

Martin Soukup (* 5. November 1853 in Ruttenschlag (Hrutkov), Oberbaumgarten (Horní Pěna), Böhmen; † 28. Juli 1934 in Gatterschlag (Kačlehy), Tschechoslowakei) war ein österreichischer Politiker der Deutschen Agrarpartei.

## Ausbildung und Beruf
Nach dem Besuch der Volksschule ging er zwei Klassen ins Gymnasium und wurde später Grundbesitzer.

## Politische Funktionen
- 1901–1918: Abgeordneter des Abgeordnetenhauses im Reichsrat (X., XI. und XII. Legislaturperiode), Wahlbezirk Böhmen 126, Deutscher Nationalverband (Deutsche Agrarpartei)
- Obmann des Deutsch-Österreichischen Bundes in Budweis
- Direktor der Molkereigenossenschaft in Oberbaumgarten (Horní Pěna)

## Politische Mandate
- 21. Oktober 1918 bis 16. Februar 1919: Mitglied der Provisorischen Nationalversammlung, DnP